# For You (canción de Liam Payne y Rita Ora)
«For You» es una canción grabada por los cantantes ingleses Liam Payne y Rita Ora, para la banda sonora de la película Cincuenta Sombras Liberadas (2018). Universal y Republic Records la lanzaron como el sencillo principal del álbum el 5 de enero de 2018. El videoclip oficial se estrenó el 26 de enero del mismo año en la plataforma YouTube.
«For You» alcanzó los diez primeros lugares en el Reino Unido, Francia, Noruega, Suiza, Austria, Portugal, Polonia y Bélgica, y alcanzó el número uno en Alemania.

## Promoción
El 20 de diciembre de 2017, ambos artistas publicaron una foto promocional en las redes sociales de sí mismos parados juntos, vestidos de gala, junto con el hashtag «#FiftyShadesFreed». La aparición de la imagen comenzó a especular sobre una posible colaboración entre los dos para la próxima película Fifty Shades Freed, en la que aparece Ora. Un día después, la pareja lanzó el primer adelanto de la canción en las redes sociales. El 3 de enero de 2018, revelaron la fecha de lanzamiento de la canción, donde además lanzaron el segundo avance: un video que muestra la sesión de estudio en la que grabaron la canción.

## Presentaciones en vivo
El 31 de enero de 2018, Payne y Ora interpretaron «For You» en The Tonight Show Starring Jimmy Fallon. También cantaron en Today el 1 de febrero, y en el programa de televisión francés C à vous el 5 de febrero. El dúo también interpretó la canción el 21 de febrero de 2018 en los Brit Awards de ese año. El 12 de abril, después de una presentación en los German Echo Music Prize donde Ora cantó «Your Song» y «Anywhere», Payne se le unió para cantar «For You».

## Créditos y personal
Créditos adaptados de Tidal.
- Liam Payne – voz, coros
- Rita Ora – voz, coros
- Ali Payami – composición, producción, coros, teclado, bajo, batería, trompas, percusión, programación
- Ali Tamposi – composición, coros
- Andrew Watt – composición, producción, coros, guitarra
- Peter Karlsson – producción, coros
- John Hanes – ingeniería de mezcla
- Sam Holland – ingeniería
- Serban Ghenea – mezcla
- Jakob Jerlström – coros
- Max Grahn – coros
- Cory Bice – asistente de ingeniería
- Jeremy Lertola – asistente de ingeniería
- Niklas Ljungfelt – guitarra

## Historial de lanzamientos
| Región         | Fecha               | Formato                | Discográfica               | Ref.   |
| -------------- | ------------------- | ---------------------- | -------------------------- | ------ |
| Varios         | 5 de enero de 2018  | Descarga digital       | Universal Studios Republic | [ 23 ] |
| Estados Unidos | 9 de enero de 2018  | Contemporary hit radio | Republic                   | [ 24 ] |
| Italia         | 12 de enero de 2018 | Contemporary hit radio | Universal                  | [ 25 ] |
| Reino Unido    | 12 de enero de 2018 | Contemporary hit radio | Universal                  | [ 26 ] |